# Lommel SK
Koninklijke Football Club Lommelse Sportkring (w skrócie K.F.C. Lommel S.K. lub Lommel SK) – belgijski klub piłkarski z siedzibą w Lommel, działający w latach 1932-2003. Od 2010 roku działa klub pod nazwą Lommel United, nawiązujący do starych tradycji tego klubu.

## Historia
Klub został założony w 1932 r. jako Lommelsche V.V.. Klub dwukrotnie zmieniał swe nazwy- w 1947 r. na Lommelse S.K., a od 1968 r. K.F.C. Lommel S.K., gdzie ta nazwa została do 2003 r.
Lommel dwukrotnie wygrywał drugą ligę belgijską - w sezonie 1991/92 i sezonie 2000/01. W 2003 roku klub miał długi wobec belgijskiej federacji, która wynosiła kilka tysięcy euro- tych pieniędzy klub nie zapłacił na czas. Tym samym zawisło widmo likwidacji zespołu. Na trzy mecze przed końcem sezonu 2002/03 belgijska federacja wykluczyła Lommel z rozgrywek, a później anulowała wyniki tego klubu z tego sezonu. W tym samym rok w wyniku połączenia Lommel SK z KVSK Overpelt-Fabriek powstała nowa drużyna - KVSK United Overpelt-Lommel.

## Znani zawodnicy
- Gert Davidts
- Philip Haagdoren
- Stijn Haeldermans
- Marc Hendrikx
- Carl Hoefkens
- Jacky Mathijssen
- Wim Mennes
- Timmy Simons
- Ronny Van Geneugden
- Tom Van Mol
- Mark Volders
- Eddy Bembuana-Keve
- Richard Culek
- Vit Valenta
- Mark Ford
- Kim Grant
- Ibrahim Tankary
- Harm van Veldhoven
- Dariusz Szubert
- Mirosław Waligóra
- Khalilou Fadiga
- Jean-Claude Mukanya

## Europejskie puchary
Legenda do wszystkich tabel:
- Q – runda eliminacyjna, 1/16, 1/8, 1/4, 1/2 – odpowiednia faza rozgrywek, Grupa – runda grupowa, 1r gr – pierwsza runda grupowa, 2r gr – druga runda grupowa, F – finał, R – runda, PO – play-off
- k. – rzuty karne, los. – losowanie, Dogr. – dogrywka, w. – zasada bramek strzelonych na wyjeździe

| Sezon | Rozgrywki        | Runda   | Przeciwnik      | Dom | Wyjazd | Ogólnie    |
| ----- | ---------------- | ------- | --------------- | --- | ------ | ---------- |
| 1997  | Puchar Intertoto | Grupa 8 | Kongsvinger IL  |     | 1–1    | 2. miejsce |
| 1997  | Puchar Intertoto | Grupa 8 | Halmstads BK    | 1–1 |        | 2. miejsce |
| 1997  | Puchar Intertoto | Grupa 8 | TPS Turku       |     | 1–1    | 2. miejsce |
| 1997  | Puchar Intertoto | Grupa 8 | Hajduk Kula     | 3–2 |        | 2. miejsce |
| 1998  | Puchar Intertoto | 2R      | Torpedo Kutaisi | 0–1 | 2–1    | 2–2, w.    |
| 1998  | Puchar Intertoto | 3R      | Werder Brema    | 1–3 | 1–2    | 2–5        |